# Bardas Phokas der Jüngere

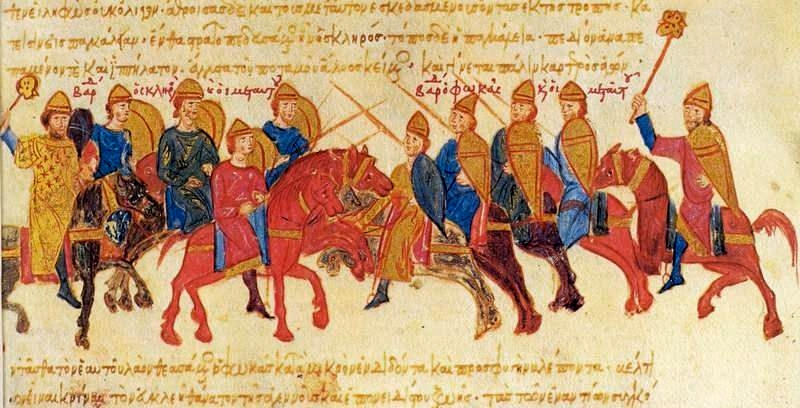
Gefecht zwischen den Truppen des Bardas Phokas und Bardas Skleros. Miniatur aus der Madrider Bilderhandschrift des Skylitzes

Bardas Phokas (mittelgriechisch Βάρδας Φωκᾶς; * um 940; † 13. April 989 bei Abydos), zur Unterscheidung von seinem gleichnamigen Großonkel der Jüngere genannt, war ein byzantinischer Patrikios, Feldherr und Usurpator gegen die Kaiser Johannes Tzimiskes und Basileios II.

## Leben
Bardas Phokas war ein Sohn des Kuropalates Leon Phokas und Neffe des Kaisers Nikephoros II. Als dieser im Dezember 969 ermordet wurde, amtierte Bardas im Osten des Reiches als Dux von Chaldia und Koloneia. Der neue Kaiser Johannes Tzimiskes enthob ihn seiner Ämter und verbannte ihn nach Amaseia. Von dort floh Bardas im Sommer 970 nach Kaisareia in Kappadokien, wo er sich von seinen Anhängern zum Gegenkaiser ausrufen ließ. Sein Vater Leon unterstützte von seinem Verbannungsort Lesbos aus die Rebellion, indem er versuchte, die Truppen im europäischen Reichsteil zum Abfall von Johannes Tzimiskes zu bewegen. Der Aufstand der Phokaden wurde jedoch rasch niedergeschlagen. Während sein Vater geblendet wurde, musste Bardas Phokas sich in Pisidien dem Feldherrn Bardas Skleros ergeben. Auf Befehl des Kaisers wurde er zum Mönch geschoren und nach Chios verbannt.
Als nach Johannes′ Tzimiskes Tod 976 Bardas Skleros in einer groß angelegten Rebellion nach der Kaiserkrone griff, wurde Bardas Phokas vom Regenten Basileios Lakapenos aus der Verbannung zurückgerufen, mit der Magistros-Würde ausgezeichnet und als Domestikos der Scholen (Oberkommandierender der Reichstruppen) gegen den Usurpator ins Feld geschickt. Die ersten beiden Aufeinandertreffen am 19. Juni 978 bei Pankalia nahe Amorion und im Herbst/Winter 978 bei Basilika Therma im Thema Charsianon konnte Bardas Skleros für sich entscheiden, in der dritten Schlacht am 24. März 979 bei Sarvenis behielt jedoch Bardas Phokas im persönlichen Duell die Oberhand. Skleros gelang die Flucht zu den Arabern, seine Rebellion brach in sich zusammen.
Nach dem Sieg blieb Bardas Phokas Oberbefehlshaber der byzantinischen Truppen in Kleinasien, mit denen er in den Jahren 981 bis 985 drei Feldzüge gegen das Emirat von Aleppo führte. Bald nach der Absetzung des Parakoimomenos Basileios Lakapenos durch Basileios II. wurde Bardas im Frühjahr 986 als Domestikos der Scholen abgelöst und als Statthalter nach Antiochia geschickt. Vor dem Hintergrund der schweren Niederlage des jungen Kaisers gegen die Bulgaren im August 986 am Trajanstor bekräftigte Bardas Skleros nach der Rückkehr aus seinem Bagdader Exil im Frühjahr 987 seinen Anspruch auf den byzantinischen Thron. Gleichzeitig revoltierte auch Bardas Phokas erneut. Bei einem ersten Zusammentreffen bot er seinem Rivalen ein Bündnis gegen Basileios II. und eine Teilung des Reiches an, nahm ihn dann aber überraschend gefangen und setzte ihn in der Festung Tyropoion fest.
Am 15. August oder 14. September 987 ließ sich Bardas Phokas in Charsianon zum zweiten Mal zum Basileus ausrufen. Er eroberte in der Folgezeit mit Unterstützung des Königs David II. von Tao-Klardschetien fast ganz Kleinasien, bis er am 13. April 989 auf der asiatischen Seite des Hellesponts bei Abydos von der Armee Basileios′ II. gestellt wurde. Erneut versuchte Bardas den Sieg im Zweikampf zu erlangen, doch diesmal hatte er weniger Glück: Er starb noch auf seinem Pferd, offenbar an einem Herzinfarkt. Die Armee des Usurpators wurde geschlagen, sein abgeschlagener Kopf wurde in Konstantinopel und danach in Kleinasien präsentiert.
Bardas Phokas′ Witwe ließ Bardas Skleros frei, der erst im Oktober 989 mit dem Kaiser Frieden schloss und vertraglich auf seine Thronansprüche verzichtete. Sein älterer Sohn Leon musste sich im November 989 in Antiochia am Orontes ergeben; er wurde verbannt. Sein jüngerer Sohn Nikephoros wurde begnadigt; er erhob sich 1022 zusammen mit dem General Nikephoros Xiphias in Kappadokien erneut gegen Kaiser Basileios II.